# Alexander-Newski-Kirche (Riga)

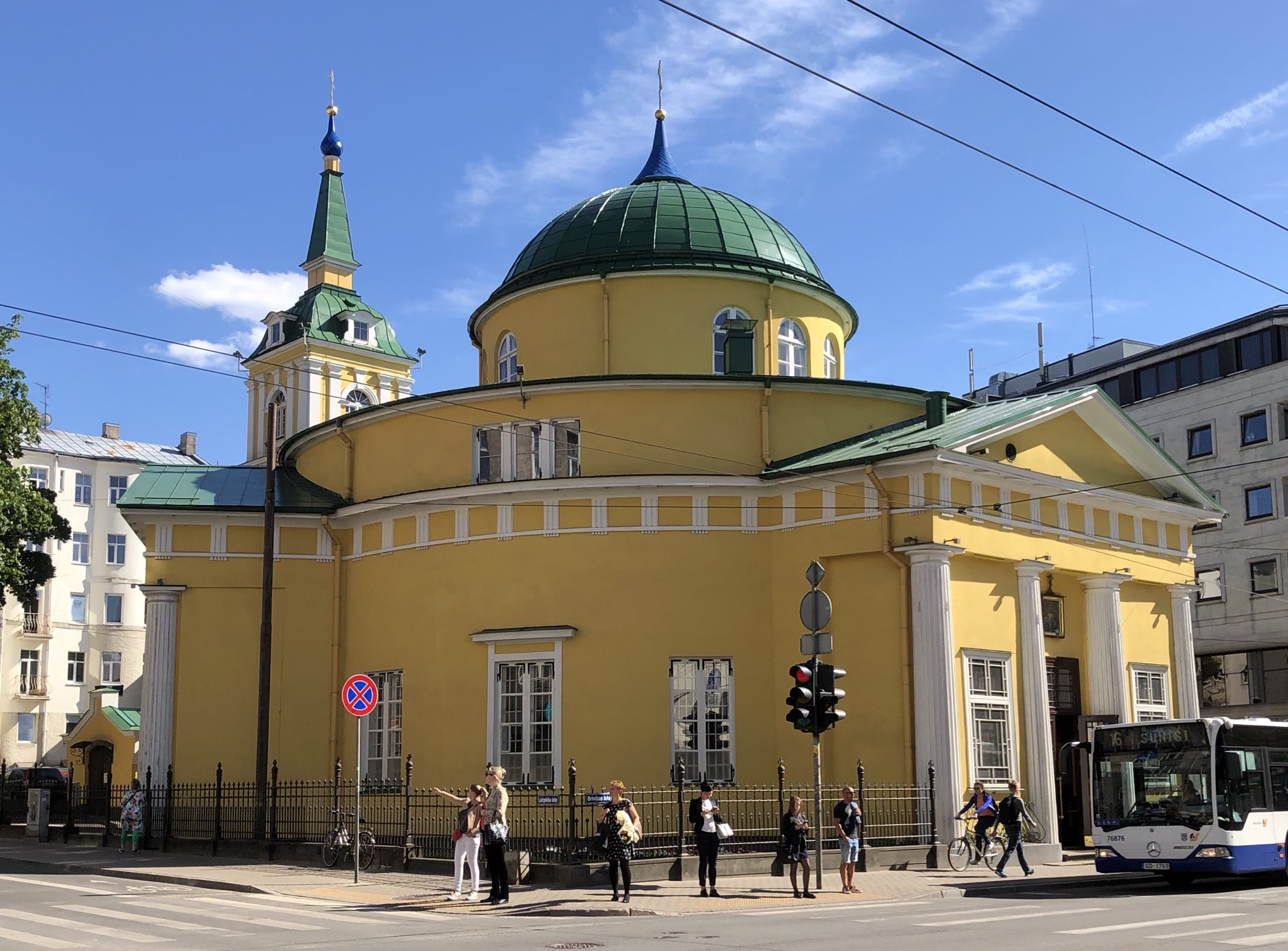
Alexander-Newski-Kirche

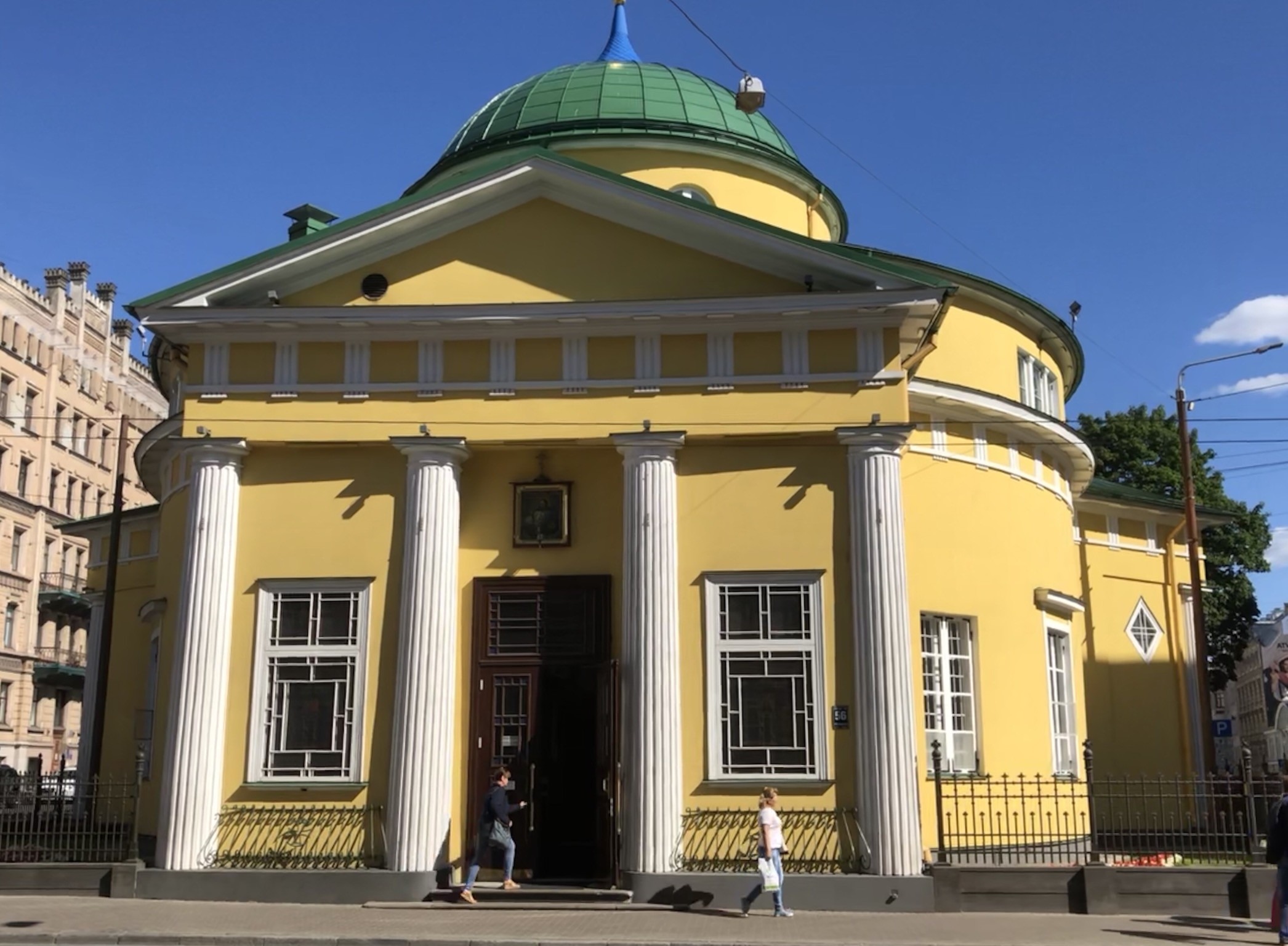
Blick von Westen

Die Alexander-Newski-Kirche (lettisch Svētā Ņevas Aleksandra baznīca) ist eine russisch-orthodoxe Kirche in der lettischen Hauptstadt Riga.

## Lage
Sie befindet sich im Rigaer Stadtteil Livländische Vorstadt auf der Ostseite der Freiheitsstraße (Brīvības iela) an der Adresse Freiheitsstraße 56. Nördlich der Kirche mündet die Bärentöterstraße (Lāčplēša iela), südlich die Blaumannstraße (Blaumaņa iela) auf die Freiheitsstraße ein.

## Architektur und Geschichte
Die als Rotunde gebaute Kirche entstand von 1820 bis 1825 aus Holz im Stil des Klassizismus. Es bestehen drei Portiken, die jeweils von vier dorischen Säulen getragen werden. An der Südostseite des Baus wurde 1863 ein steinerner Glockenturm errichtet. Überspannt wird das verputzte Gebäude von einer Kuppel. Im Inneren befindet sich ein zweigeschossiger Umlauf.
Seit dem 29. Oktober 1998 ist sie unter der Nummer 6518 im lettischen Denkmalverzeichnis eingetragen.